# Tomáš Mojžíš
Tomáš Mojžíš (* 2. Mai 1982 in Pardubice, Tschechoslowakei) ist ein ehemaliger tschechischer Eishockeyspieler, der zuletzt bei Bílí Tygři Liberec aus der tschechischen Extraliga unter Vertrag stand und an den Ligakonkurrenten HC Pardubice ausgeliehen war.

## Karriere
Tomáš Mojžíš begann seine Karriere als Eishockeyspieler in seiner Heimatstadt in der Nachwuchsabteilung des HC Pardubice, für den er in der Saison 1999/2000 an der U20-Extraliga teilnahm. Anschließend war der Verteidiger drei Jahre lang in der kanadischen Juniorenliga Western Hockey League für die Moose Jaw Warriors, die ihn beim CHL Import Draft 2000 in der ersten Runde als 20. Spieler ausgewählt hatten, und die Seattle Thunderbirds aktiv. In diesem Zeitraum absolvierte er zudem in der Saison 2001/02 zwei Partien in der 1. Liga, der zweiten tschechischen Spielklasse, für den HC Prostějov. Zuvor hatten ihn die Toronto Maple Leafs beim NHL Entry Draft 2001 in der achten Runde an Nummer 246 gezogen. Er sollte für das Team jedoch nie ein Spiel absolvieren.
Nach seiner Rückkehr nach Nordamerika spielte Mojžíš von 2003 bis 2006 für die Manitoba Moose in der American Hockey League. Für deren Kooperationspartner, die Vancouver Canucks, kam er zudem in der Saison 2005/06 auf sieben Einsätze in der National Hockey League, in denen er eine Vorlage gab. Im Laufe dieser Spielzeit wurde der Tscheche zu den St. Louis Blues transferiert, für die er in der Saison 2006/07 weitere sechs Mal in der NHL spielte. Fast ausschließlich stand er jedoch für deren Farmteam Peoria Rivermen in der AHL auf dem Eis. 
Die Saison 2007/08 verbrachte Mojžíš beim HK Sibir Nowosibirsk in der russischen Superliga. Daraufhin wechselte er zu den Minnesota Wild, konnte sich jedoch erneut nicht in der NHL durchsetzen und bestritt die Mehrzahl der Spiele für deren AHL-Farmteam Houston Aeros. Die Unterschrift in Nordamerika in Verbindung mit der Gründung der Kontinentalen Hockey-Liga und eines undurchsichtigen Transferabkommens zwischen beiden Ligen war der Tscheche ab Juli 2008 mit fünf weiteren Spielern zwischenzeitlich von der Internationalen Eishockey-Föderation IIHF gesperrt worden. In der Saison 2009/10 stand der tschechische Nationalspieler bei MODO Hockey Örnsköldsvik in der schwedischen Elitserien unter Vertrag.
Im Juli 2010 wurde Mojžíš vom HK Dinamo Minsk aus der KHL verpflichtet und absolvierte 42 Partien für den Klub. Im August 2011 erhielt er einen Vertrag bei TPS Turku aus der finnischen SM-liiga.
Im Mai 2012 wurde Mojžíš vom HC Lev Prag aus der KHL unter Vertrag genommen und kam bis Januar 2013 parallel auch für den HC Sparta Prag in der Extraliga zum Einsatz, ehe er an den HC Slovan Bratislava abgegeben wurde. Für Slovan absolvierte er in der Folge 65 KHL-Partien, ehe sein Vertrag nach der Saison 2013/14 auslief. Im September 2014 erhielt er einen Kurzzeitvertrag beim HC Pardubice, ehe er im Oktober 2014 zu TPS zurückkehrte. Nach einem Jahr beim finnischen Traditionsklub kehrte der Verteidiger abermals in sein Heimatland zurück, wo er im September 2015 einen Dreijahresvertrag bei Bílí Tygři Liberec unterschrieb. Mit Liberec wurde Mojžíš im Jahr 2016 Tschechischer Meister, gefolgt von der Vizemeisterschaft im folgenden Jahr. Das letzte Vertragsjahr verbrachte er auf Leihbasis beim Ligakonkurrenten in Pardubice.

### International
Für Tschechien nahm Mojžíš im Juniorenbereich an der U18-Junioren-Weltmeisterschaft 2000 sowie der U20-Junioren-Weltmeisterschaft 2002 teil. Im Seniorenbereich stand er im Aufgebot seines Landes bei der Weltmeisterschaft 2010 in Deutschland. Bei dieser gewann er mit seiner Mannschaft den Weltmeistertitel. Zwei Jahre später gewann er eine weitere Bronzemedaille.
Zudem nahm er 2008 mit der Tschechischen Inlinehockeynationalmannschaft an der Inlinehockey-Weltmeisterschaft in Bratislava teil.

## Erfolge und Auszeichnungen
- 2003 WHL West First All-Star Team
- 2003 CHL First All-Star Team
- 2016 Tschechischer Meister mit Bílí Tygři Liberec
- 2017 Tschechischer Vizemeister mit Bílí Tygři Liberec

### International
- 2010 Goldmedaille bei der Weltmeisterschaft
- 2012 Bronzemedaille bei der Weltmeisterschaft

## Karrierestatistik

### International
Vertrat Tschechien bei:
- U18-Junioren-Weltmeisterschaft 2000
- U20-Junioren-Weltmeisterschaft 2002
- Weltmeisterschaft 2010
- Weltmeisterschaft 2012

(Legende zur Spielerstatistik: Sp oder GP = absolvierte Spiele; T oder G = erzielte Tore; V oder A = erzielte Assists; Pkt oder Pts = erzielte Scorerpunkte; SM oder PIM = erhaltene Strafminuten; +/− = Plus/Minus-Bilanz; PP = erzielte Überzahltore; SH = erzielte Unterzahltore; GW = erzielte Siegtore; 1 Play-downs/Relegation; Kursiv: Statistik nicht vollständig)